# Cegielnia Sołtyków
Zakład Ceramiki Budowlanej w Sołtykowie (Cegielnia Sołtyków) – przedsiębiorstwo założone w 1916 roku przez Stefana Wielowiejskiego zajmujące się produkcją ceramiki budowlanej.
Po II wojnie światowej została znacjonalizowana. W zakładzie produkowana była m.in. cegła kratówka, cegła ceramiczna czerwona, a także dachówki ceramiczne i kafle. Produkcja oparta była na złożach gliny oddalonych o 2 km. skąd dowożono surowiec kolejką wąskotorową, w późniejszym okresie również samochodami z innych źródeł. Eksploatacja gliny odsłoniła warstwy skalne dolno jurajskie, gdzie odkryto utwardzone w skale odciski śladów młodych i dorosłych dinozaurów. Odnajdowane są również inne liczne skamieniałości. Początkowo proces produkcji odbywał się w starych holach, gdzie cegła była wypalana w piecach węglowych. W 1974 r. została oddana nowa hala, gdzie zainstalowano już nowoczesną linię produkcyjną i piece tunelowe opalane gazem. W 1979 roku całkowicie przeniesiono produkcję do nowej hali. W latach dziewięćdziesiątych cegielnia w Sołtykowie jako jedyna w Polsce produkowała ekologiczną cegłę klinkierową.
Z dawnego wyrobiska cegielni znane są jedne z nielicznych w Polsce wystąpień gagatów oraz bogaty zespół skamieniałości, w tym tropy dinozaurów i jurajskie owady. Po zaprzestaniu eksploatacji w wyrobisku powstał rezerwat przyrody Gagaty Sołtykowskie.